# Upgrade U
Upgrade U est une chanson de Beyoncé  sur l'album B'Day. Jay-Z participe à son interprétation.

## Vidéo musicale
Le clip de "Upgrade U" a été filmé en septembre 2006. Il a été filmé pendant les deux semaines de tournage de l'album vidéo B'Day Anthology Video Album. Il a été réalisé par Melina Matsoukas et Beyoncé elle-même. Le clip a été filmé entre ceux de "Kitty Kat" et "Green Light", et a pris environ un jour et demi de tournage. Jay-Z a interprété ses scènes de rap en premier, puis Beyoncé a étudié sa scène, puis a fait son imitation de lui. Melina a déclaré : « Si quelqu'un connaît Jay-Z, ce serait Beyoncé ». Beyoncé a commenté son imitation de Jay-Z sur MTV, "J'adore ce que j'ai fait dans ['Upgrade U'] parce que ça ne correspond pas du tout à mon personnage, ou du moins au personnage que les gens pensent que je suis. Je faisais semblant d'être Jay[-Z], et il était là, et je lui ai dit qu'il devait partir, parce que je ne pouvais pas le faire avec lui dans la pièce — c'était bien trop embarrassant. Je pense que j'ai fait du bon travail. J'avais la lèvre recourbée vers le bas !" La vidéo a été diffusée pour la première fois le 28 février 2007, sur 106 & Park de BET, avec la vidéo de l'autre single de Beyoncé, "Beautiful Liar" (2007), un duo avec Shakira, diffusé le même jour sur Total Request Live (TRL).
Au début de la vidéo, on voit Beyoncé prononcer les paroles de Jay-Z, vêtue de vêtements masculins de style hip-hop. On la voit ensuite porter des lunettes de soleil vintage Cazal 907 tout en chantant sur la banquette arrière d'une Rolls-Royce Silver Cloud#Silver Cloud III. Pendant les refrains, elle danse dans une minirobe dorée, devant un groupe de danseurs masculins. Elle continue l'imitation de Jay-Z à travers son couplet rappé et, à mi-chemin, Jay-Z semble terminer lui-même le rap avec Beyoncé dansant autour de lui, vêtue d'une chemise blanche classique. Beyoncé est vue au milieu de montres en or et de bijoux, continuant le motif du luxe auquel la chanson fait allusion. Le clip de « Upgrade U » a atteint la sixième place du classement « 106 & Park » de BET, tandis qu'il a atteint la première place au Royaume-Uni dans le classement « Chart Show » de MTV Base le 16 mai 2007. Le clip a été utilisé comme publicité pour la télévision par satellite haute définition de DirecTV bien que des parties de la vidéo aient été tournées à nouveau pour son annonce.